# Langreo
Langreo (in castigliano) o Llangréu (in asturiano) è un comune spagnolo di 45 731 abitanti situato nella comunità autonoma delle Asturie.

## Geografia fisica
È costituito dalle parrocchie e dalle località di La Felguera (20 000 abitanti), Sama (12.000 abitanti), Riaño, Ciaño, Barros, Lada e Tuilla.
Nelle località di Frieres, Barros, La Felguera, Sama e Ciaño scorre il fiume Nalón.

## Economia
Langreo ospita il centro di nuove aziende e tecnologie di Valnalón ed il Museo dell'industria Siderurgica.